# Sovětské válečné zločiny

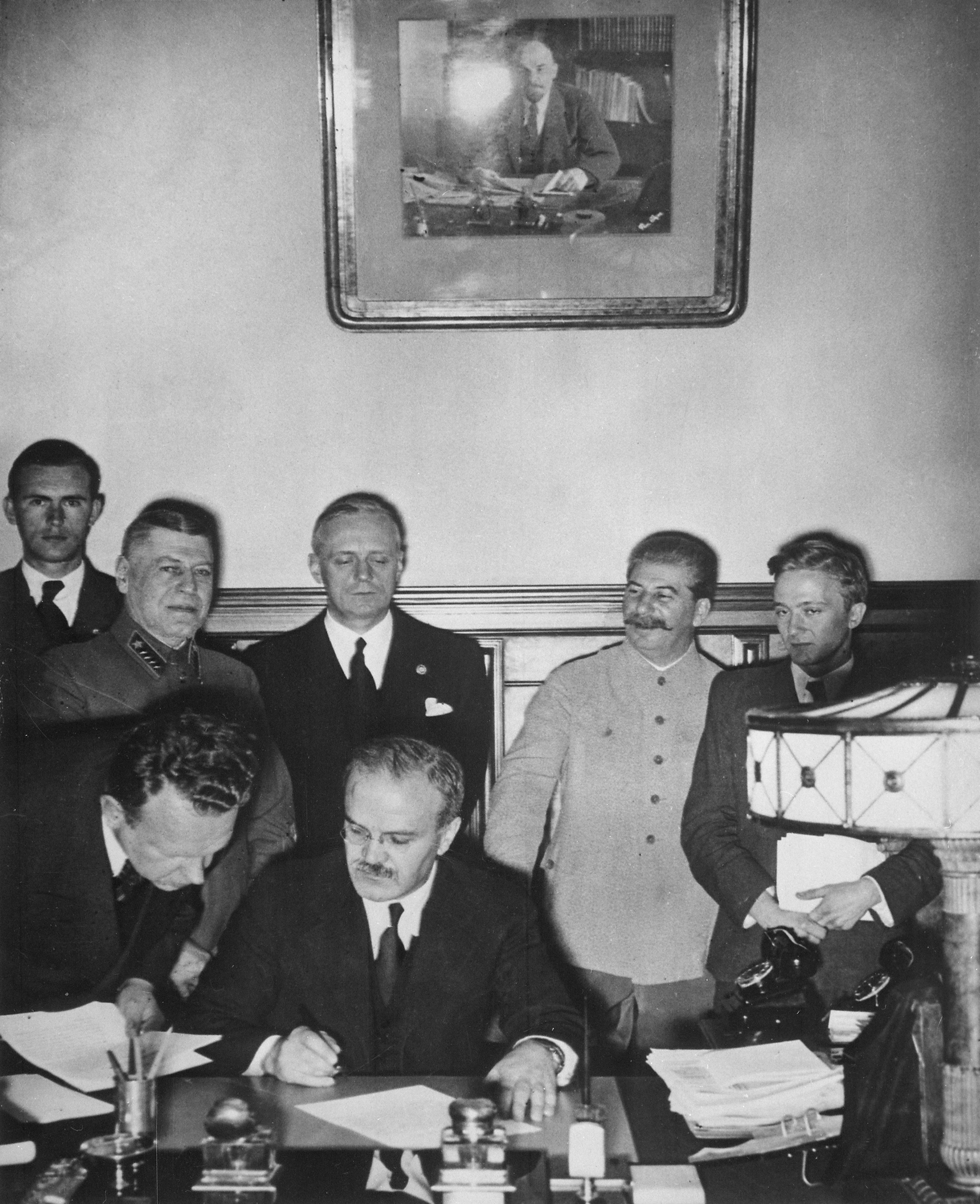
Nové spojenectví. Nacistické Německo a stalinský Sovětský svaz podepisují Pakt Ribbentrop–Molotov, v jehož tajném dodatku se dohodli na sférách vlivu

Válečné zločiny a zločiny proti lidskosti spáchané Sovětským svazem mezi lety 1919–91 zahrnují akce Rudé armády, NKVD či vnitřních vojsk. Řada válečných zločinů (například Katyňský masakr) byla spáchána na přímý rozkaz Josefa Stalina. V mnoha případech byly zločiny spáchány bez rozkazů pravidelnými vojenskými jednotkami proti civilistům nebo vojenskému personálu zemí (např. Německa), které byly v ozbrojeném konfliktu s SSSR, nebo během partyzánské války. Sovětští představitelé nebyli za tyto zločiny souzeni, což je považováno za příklad spravedlnosti vítězů.

## Pozadí
Sovětský svaz neuznal závazný podpis Haagských úmluv z let 1899 a 1907 carským Ruskem a odmítal jej uznat až do roku 1955. Tím pádem vznikla situace, v níž byly válečné zločiny sovětských ozbrojených sil nakonec racionalizovány. To, že Sovětský svaz odmítl uznat Haagské úmluvy, také dalo nacistickému Německu důvody k nelidskému zacházení se zajatým sovětským vojenským personálem. Sovětští vojáci sami často neměli ani ponětí, že takové smlouvy a zákony existují.

## Před druhou světovou válkou

### Oběti v rámci Sovětského svazu
Několik historiků odhaduje počet poprav v průběhu rudého teroru, které prováděla Čeka, předchůdce NKVD, na asi 250 000. Někteří věří, že bylo Čekou zavražděno možná více lidí, než kolik zemřelo v boji.

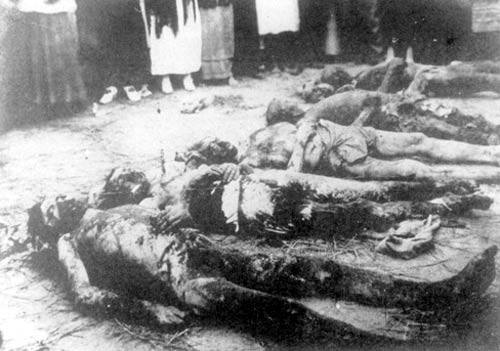
Oběti rudého teroru v Chersonu, 1918

V letech 1921 a 1922 vedl Michail Tuchačevskij, vojenský vůdce a budoucí oběť Stalinovy velké čistky, kampaň Rudé armády proti selskému povstání v Tambovské oblasti. Tuchačevskij nechal rutinně popravovat zajaté rukojmí bez soudu a neváhal používat bojový plyn proti civilním cílům. Z těchto důvodů Simon Sebag Montefiore Tuchačevského viní „tak nemilosrdného, jako žádného bolševika.“

### Židovské oběti
Ve vedení komunistického hnutí a v sovětském vedení působilo mnoho lidí s židovským původem jako Trockij nebo Kaganovič a první sovětští vůdci veřejně antisemitismus odsuzovali. psáno Williamem Koreyem: Protižidovská diskriminace se stala nedílnou součástí sovětské státní politiky už od konce třicátých let. „Úsilí vynaložené sovětskými autoritami obsahovalo protižidovský náboženský fanatismus, zejména během případů ruské občanské války, kdy jednotky Rudé armády páchaly pogromy, stejně jako např. během sovětsko–polské války v letech 1919–1920 v Baranoviči. Rudé armádě je připisován pouze malý počet pogromů, drtivou většinu páchaly v rámci „kolektivního násilí“ antikomunistické a nacionalistické síly.
Pogromy vrchní velení Rudé armády odsuzovalo a jednotky, kteří se pogromů dopustily, byly odzbrojeny, přičemž jednotlivci byli postaveni před vojenský soud. Při prokázání viny docházelo k popravám. Ačkoli pogromy prováděné ukrajinskými jednotkami Rudé armády trvaly dále, Židé považovali Rudou armády za jedinou ochrannou sílu.
Odhaduje se, že 3 450 Židů či 2,3 procenta židovských obětí bylo během ruské občanské války zabito bolševickými silami. Pro srovnání, podle Morgenthauovy zprávy přišlo o život asi 300 Židů ve všech incidentech, které zahrnují polskou odpovědnost. Komise rovněž zjistila, že polské vojenské a civilní orgány dělaly co mohly, aby se takovým incidentům zabránilo, a to i jejich opakování do budoucna. Ve zprávě Morgenthau uvedl, že některé formy diskriminace Židů byly spíše politické než antisemitské povahy a zvláště se vyhýbá užívání termínu „pogrom“. Také poznamenal, že se termín vztahoval na široké spektrum excesů a neměl žádnou specifickou definici.

### Nepřátelé lidu v Polsku
Během postupu Rudé armády v Poláky držených územích byla nasazena Čeka, aby uplatňovala sovětskou doktrínu mimo SSSR a běžně hromadně popravovala jako „nepřátele lidu“ zajaté důstojníky, duchovní a členy šlechty nebo kohokoliv podezřelého. Čeka také vybízela sovětský vojenský personál páchat násilí proti šlechtický rodinám, včetně zabavování, rabování a demolování jejich majetku, znásilňování a vražd.

#### Německo-ruská vojenská spolupráce
Německo a Rusko byly po 1. světové válce v mezinárodní izolaci, což vyústilo k jejich spolupráci a společném postupu proti zbytku Evropy. Započalo spolupráci podpisem Rapallské smlouvy, která byla podepsána 16. dubna 1922. Díky tomu mohli Němci, kteří mohli mít pouze armádu omezenou Versailleskou smlouvou, postupně opět budovat útočnou armádu. Naopak Rusko získalo těžké zbraně a moderní technologie. Německá a ruská armáda měly společná vojenská zařízení:
- Tankovou školu v Kazani
- Cvičiště pro součinnost dělostřeleckých a leteckých sil ve Voroněži
- Leteckou školu v Lipecku.

Tato spolupráce pokračovala několika dalšími hospodářskými smlouvami, Paktem Ribbentrop–Molotov, společným rozpoutáním druhé světové války napadením Polska až do poloviny roku 1941 do německého napadení SSSR, kde byli ze začátku Němci vítáni jako osvoboditelé od ruského útlaku.

## Rudá armáda a NKVD

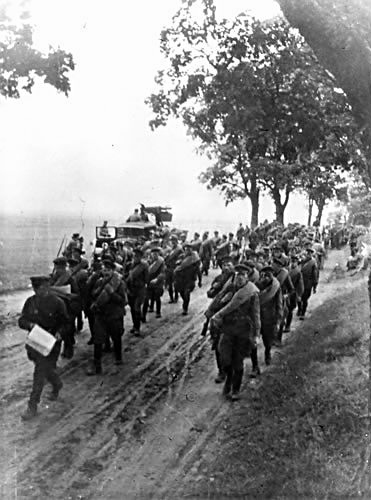
Postup Rudé armády v Polsku, 1939

6. února 1922 byla Čeka nahrazena státní politickou správou či později OGPU, úsek NKVD. Deklarovaná funkce NKVD bylo chránit bezpečnost státu Sovětského svazu, což bylo prováděno ve velkém měřítku politickými perzekucemi „třídních nepřátel“. Rudá armáda často NKVD při provádění politických represí podporovala. Jako vnitřní bezpečnostní síla a vězeňská stráž Gulagů byla vnitřní vojska zapojena do represí politických disidentů a podílela se na válečných zločinech během bojových akcí po celou sovětskou historii. Byli zvlášť odpovědni za chod politického režimu v Gulagu, vedení masových deportací a nuceného vysídlování, což bylo zamířeno na řadu etnických skupin, které se sovětským úřadům jevily jako nepřátelské vůči sovětské politice a byly podezřelé ze spolupráce s nepřítelem, včetně Čečenců, krymských Tatarů a Korejců.
Během druhé světové války byla spáchána sovětskou NKVD série masových poprav válečných zajatců ve východní Evropě, především v Polsku, Pobaltí, Rumunsku, na Ukrajině a dalších částech, která SSSR obsadil. Celkový počet obětí se odhaduje na zhruba 100 000.
Jak Rudá armáda po německém útoku roku 1941 ustupovala, objevily se četné zprávy o válečných zločinech spáchaných sovětskými ozbrojenými silami proti zajatým vojákům Wehrmachtu a Luftwaffe už od samého začátku bojových akcí popsané v tisících souborů z „Úřadu pro vyšetřování válečných zločinů“ (Wehrmacht-Untersuchungsstelle), který byl založen 4. září 1939, aby prošetřoval porušování ženevských a haagských úmluv nepřátel Německa. Mezi lépe zdokumentované sovětské masakry jsou ty z Broniki na Ukrajině (červen 1941), Feodosije (prosinec 1941) a Grišina (1943). Vnitřní vojska NKVD byla zapojena po boku Rudé armády do boje a jednotky NKVD byly použity k zajištění bezpečnosti oblastí v zádi jako blokační jednotky.
V okupovaném, či nově obsazených územích, která SSSR hodlal připojit ke svému území, území prováděla NKVD masové zatýkání, deportace, popravy; vraždila nepohodlné lidi. Cíle zahrnovaly kolaboranty s Německem a členy antikomunistického odboje jako Ukrajinská povstalecká armáda (která se mj. podílela na masakru 50 000 Poláků a Čechů ve Volyni během tzv. Volyňského masakru). Mezi další hnutí, které Sověti pronásledovali, patřili Lesní bratři v Estonsku, Lotyšsku a Litvě. Pod záminkou likvidace pronacistických band likvidovali i teoreticky spojeneckou polskou Zemskou armádu.

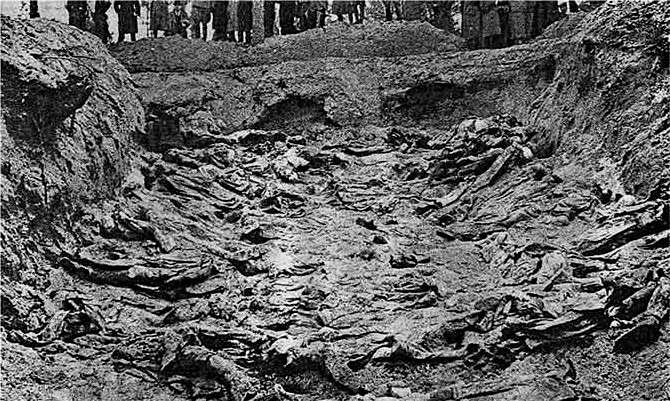
Jeden z masových hrobů v Katyni, kde NKVD zlikvidovala tisíce polských důstojníků, policistů, intelektuálů a dalších.

Sovětský svaz se vojensky zapojil do druhé světové války 17. září 1939 přepadením Polska, kdy chtěl navrátit ztracená území z dob občanské války. Během sporadických bojů (většina polských jednotek bojovala s Wehrmachtem v německém záboru Polska) byly zajaty tisíce Poláků, včetně vojáků, později doplněni dalšími tisíci zajatými civilisty, zejména kněžími a polskou inteligencí. 22 tisíc lidí bylo zavražděno během katyňského masakru mezi dubnem a květnem 1940, který také řídila NKVD.
Po konečném vytlačení německých sil ze Sovětského svazu začala Rudá armáda od konce roku 1944 pronikat do spojeneckých zemí nacistického Německa, tedy do Rumunska a Maďarska, a nakonec i do Německa samotného. Sovětským vojákům byly už v té době známy německé válečné zločiny a často popravovali vzdávající se nebo zajaté německé vojáky jako odvetu. Docházelo k četným záznamům válečných zločinů sovětských ozbrojených sil – loupeže, vraždy civilistů a znásilňování. Jak v sovětských tak i současných ruských knihách o „Velké vlastenecké válce“ jsou tyto válečné zločiny zřídka zmiňovány.
Válečné zločiny sovětských ozbrojených sil proti civilistům a válečným zajatcům na územích okupovaných SSSR v letech 1939 a 1941 v regionech, včetně západní Ukrajiny, pobaltských států a Bessarábie v Rumunsku, spolu s válečnými zločiny z letech 1944–1945 byly v těchto zemích pokračujícím problémem. Vzhledem k rozpuštění Sovětského svazu došlo v těchto zemích k systematičtějším diskuzím o těchto událostech.
Sovětské jednotky také použily yperitové pumy během invaze do Sin-ťiangu v roce 1934. Někteří z civilistů byli zabiti konvenčními pumami.
Po válce NKVD z území osvobozených spřátelených států nepohodlné lidi odvlékala (z hlediska mezinárodního práva se často jednalo o únos). Například z Československa bylo NKVD krátce po osvobození uneseno několik tisíc lidí, zejména z řad ruských emigrantů z období po roce 1917 a jejich potomků. Většina z nich byla povražděna nebo zemřela v Gulagu (například generál Sergej Vojcechovský).

## Druhá světová válka

### Estonsko

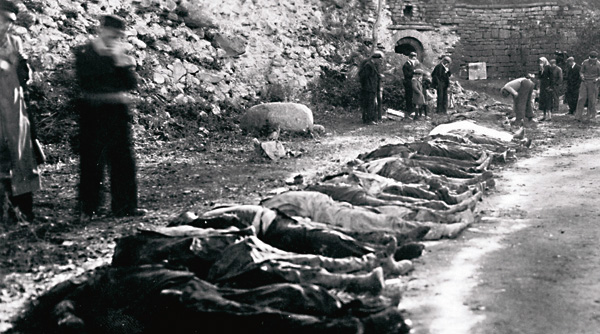
Sovětskými silami zabití lidé v Kuressaare, v Estonsku, 1941.

V souladu s paktem Ribbentrop–Molotov bylo Estonsko 6. srpna 1940 nezákonně Sovětským svazem připojeno a přejmenováno na Estonskou sovětskou socialistickou republiku. V roce 1941 bylo asi 34 000 Estonců povoláno do Rudé armády, z nichž válku přežilo ani ne 30 %. Sotva polovina z těchto mužů sloužila u armády, ostatní už v prvních měsících války zahynuli v Gulazích a pracovních praporech. Poté, co se ukázalo, že by německá invaze do Estonska mohla být úspěšná, byli političtí vězni místo evakuace popraveni NKVD, čili poté nemohli navázat kontakt s německou vládou. Více než 300 000 občanů Estonska, téměř třetina tehdejší populace země, byla buď deportována, zatčena, popravena nebo vystavena jiným represím. V důsledku sovětského převzetí moci přišlo Estonsko o minimálně 200 000 obyvatel či 20 % své populace v důsledku represí, vysídlení a války vůbec.
Sovětské politické represe v Estonsku se setkaly s ozbrojeným odporem ze strany Lesních bratří, složených z bývalých branců do německé armády, milicí Omakaitse a dobrovolníků z finského 200. pěšího pluku, kteří až do pozdních 50. let vedli partyzánskou válku. Kromě očekávaných lidských a materiálních ztrát utrpěných v důsledku bojů vedl tento konflikt až do svého konce k deportacím desítek tisíc lidí, spolu se stovkami politických vězňů a tisíců mrtvých civilistů.

#### Masové deportace
Desítky tisíc estonských občanů prošly během sovětské okupace deportacemi. Ti byli převáženi na Sibiř a do Kazachstánu pomocí železnice – dobytčáků , a to bez předchozího oznámení. Deportovaní dostali jen několik nočních hodin, v nejlepším případě stačili sbalit své věci a byli odděleni od svých rodin, které obvykle také skončily na východě. Tento postup se zakládal na Serovových instrukcích. Estonci, kteří žili v leningradské oblasti, se s deportacemi setkávali už od roku 1935.

### Lotyšsko
V souladu s paktem Ribbentrop–Molotov vtrhli sovětští vojáci 17. června 1940 do Lotyšska, a to bylo následně začleněno do SSSR jako Lotyšská sovětská socialistická republika.

### Litva

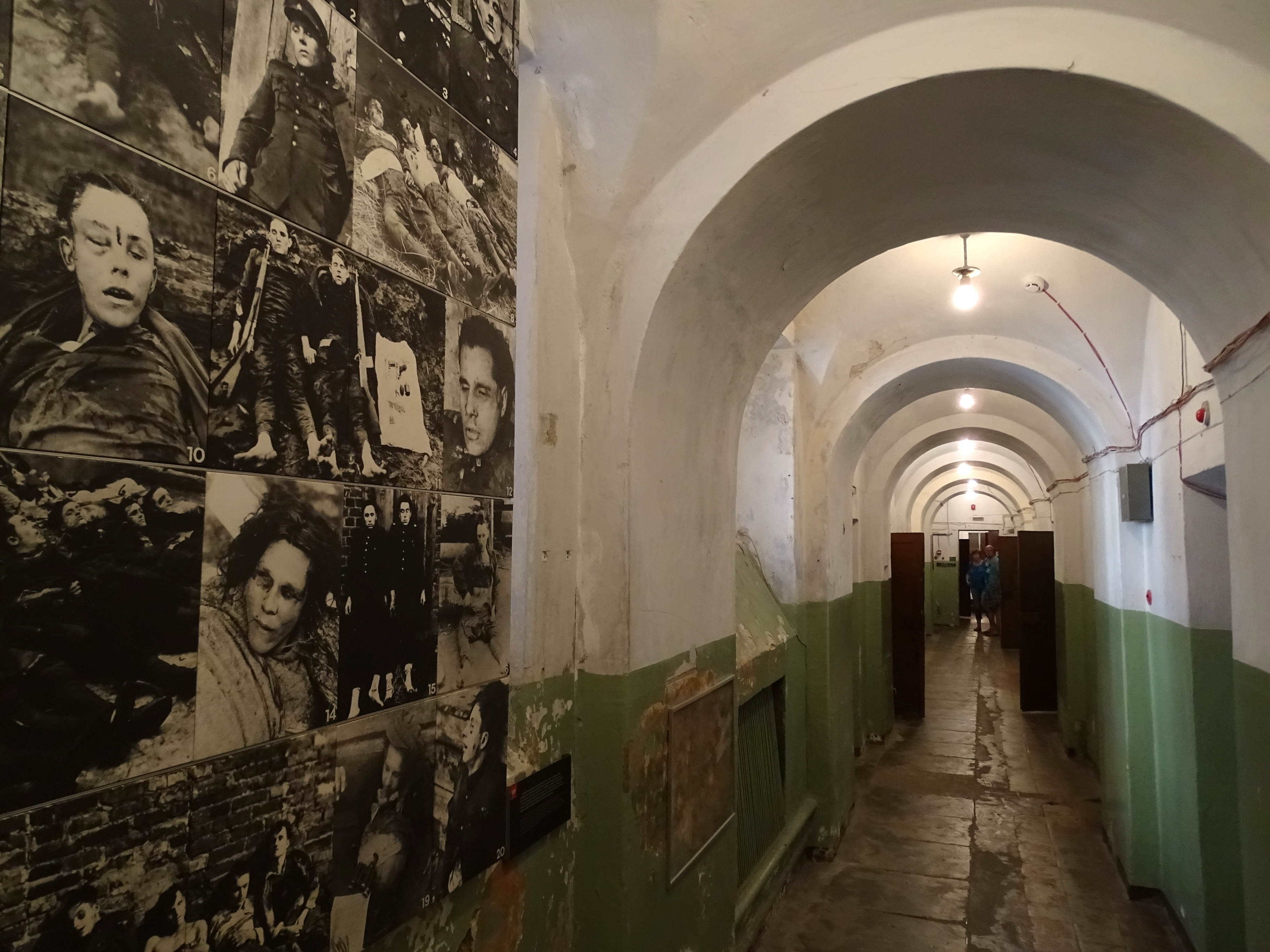
Chodba v Muzeu obětí genocidy s vyobrazenými litevskými partyzány zabitými v Litvě sovětskými silami

Litva, stejně jako zbytek Pobaltí, zájmu Sovětského svazu neunikla. Rudou armádou byla napadena 15. června 1940 a 3. srpna 1940 došlo k jejímu začlenění do SSSR, což vyústilo v masový teror, likvidacím občanských svobod, ekonomického systému a litevské kultury. V letech 1940–1941 byly tisíce Litevců zatčeni a stovky politických vězňů byly svévolně popraveni. Více než 17 000 lidí bylo v červnu 1941 deportováno na Sibiř. Po německém útoku na Sovětský svaz byl začínající sovětský politický aparát buď zlikvidován nebo ustoupil na východ. Litva pak byla na cca 3 roky obsazena Německem. V roce 1944 se německá armáda stáhla a sovětská okupace Litvy byla obnovena. Po druhé světové válce a následném potlačení litevských Lesních bratří sovětské úřady popravily tisíce odbojářů a civilistů obviněných z napomáhání. Asi 300 000 Litevců bylo deportováno nebo politických důvodů odsouzeno do lágrů. Odhaduje se, že Litva přišla v důsledku sovětské okupace o téměř 780 000 občanů, z toho asi 440 000 byli váleční uprchlíci.
Odhadovaný počet obětí v sovětských věznicích a táborech z let 1944 a 1953 je přinejmenším 14 000. Odhadovaný počet obětí mezi deportovanými v letech 1945 a 1958 je 20 000, včetně 5000 dětí.
V době obnovení litevské nezávislosti v letech 1990 a 1991 došlo k incidentům, kdy sovětská armáda během lednových událostí ve Vilniusu zabila 13 lidí.

### Polsko

#### 1939–1941

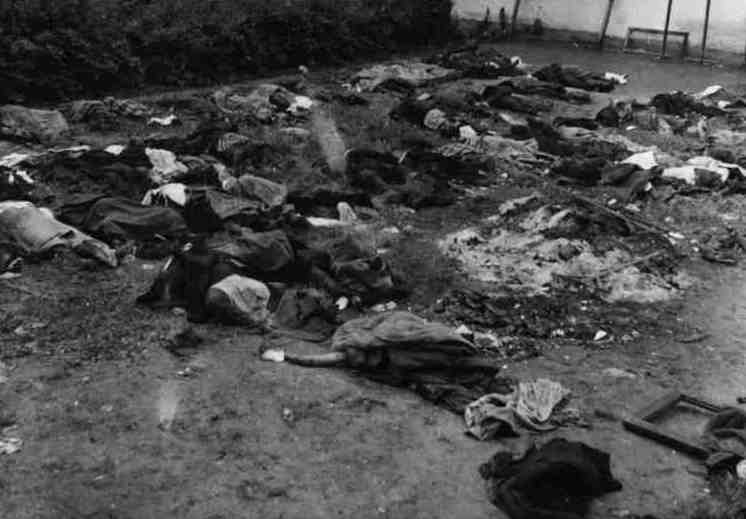
Oběti zmasakrované NKVD v červnu 1941 ve Lvově

V září 1939 napadla Rudá armáda východní Polsko, které v souladu s tajným protokolem Molotov–Ribbentrop zabrala. SSSR později násilně obsadil i pobaltské státy a části Rumunska, včetně Besarábie a severní Bukoviny.
Německý historik Thomas Urban píše, že „sovětská politika vůči lidem, kteří jim v obydlených oblastech padli do rukou, byla drsná a vykazovala silné prvky etnických čistek.“ Úkolem jednotek NKVD následujících Rudou armádu bylo odstranění „nepřátelských prvků“ na dobytých území, což vešlo ve známost jako „revoluce oběšením“. Polský historik, profesor Tomasz Strzembosz, zmínil paralely mezi nacistickými Einsatzgruppen a těmito sovětskými jednotkami. Mnoho civilistů se pokusilo o útěk z akcí sovětské NKVD známých jako lapanka; ti, kdo neunikli, byli vzati do vazby a poté deportováni na Sibiř a zmizeli v gulazích.

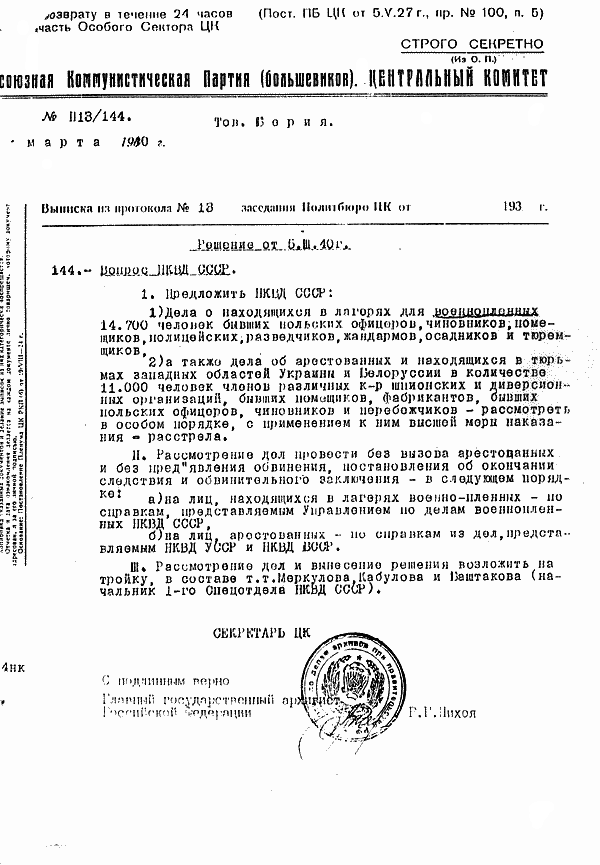
Katyňský masakr: Originál dokumentu nařizujícího povraždit více než 25 000 polských válečných zajatců

Ve velkém měřítku docházelo v různých věznicích k mučení, zejména v menších městech. Ve městě Bóbrka byli vězni pařeni vařící vodou, v Peremyšljany měli uřezané nosy, uši, prsty a vydloubané oči; v Czortkówě měly ženy uřezané prsy a v Drohobyči byly oběti svázány ostnatým drátem. K podobným zvěrstvům došlo v Samboru, Stanislawowě, Stryji a Zloczowě. Podle historika, Prof. Jana T. Grosse:
| „ | Nemůžeme uniknout závěru: Bezpečnostní orgány sovětského státu mučily vězně nejen k získání doznání, ale také k usmrcení. Ne, že by NKVD mělo ve svých řadách sadisty, které popadne amok; spíše to byl široký a systematický postup. Jan T. Gross | “ |

Podle sociologa, Prof. Tadeusze Piotrowského bylo v letech 1939–41 téměř 1,5 milionů obyvatel ze Sovětským svazem kontrolovaných oblastí bývalého východního Polska deportováno. 63,1 % byli Poláci nebo jiné národnosti a 7,4 % byli Židé. Pouze malá část těchto deportovaných válku přežilo a vrátilo se. Podle amerického profesora Carrolla Quigleyho byla alespoň třetina z 320 000 polských válečných zajatců zajatých v roce 1939 Rudou armádou zavražděna.
Po napadení Sovětského svazu Německem došlo k vlně masového vraždění vězňů sovětských věznic ohrožených invazí. Odhaduje se, že zhruba 35 000 polských vězňů bylo zabito a to buď ve věznicích nebo po cestě do věznic v SSSR během prvních dnů po 22. červnu 1941 (věznice: Brygidki ve Lvově, Zoločiv, Dubno, Drohobyč atd.).

#### 1944–1945
V Polsku německá nacistická zvěrstva skončila koncem roku 1944, ale s postupem Rudé armády byla hned nahrazena sovětskými. Sovětští vojáci často loupili, znásilňovali a dopouštěli se na Polácích dalších zločinů, což populaci dohnalo ke strachu a nenávisti k režimu.
Vojáci polské Zemské armády (Armia Krajowa) byli pronásledováni a vězněni ruskými silami. Většina obětí byla odvezena do gulagů poblíž Doněcka. Jen v roce 1945 se počet členů polského podzemního státu deportovaných na Sibiř a do různých pracovních táborů v Sovětském svazu vyšplhal na 50 000. Jednotky Rudé armády také prováděly akce proti polským partyzánům a civilistům. Během Augustowského zátahu v roce 1945 bylo více než 2000 Poláků zajato a asi u 600 z nich se předpokládá, že zemřeli v sovětském zajetí. Pro více informací o poválečném odporu v Polsku viz článek Prokletí vojáci. Šlo o běžnou sovětskou praxi – obvinit své oběti z toho, že jsou fašisté, aby odůvodnili trest smrti. Veškeré perverze této sovětské taktiky spočívaly v tom, že prakticky všichni obvinění ve skutečnosti bojovali od září 1939 proti silám nacistického Německa. V té době Sověti ještě s nacistickým Německem spolupracovali a nadále ještě minimálně 20 měsíců před začátkem Operace Barbarossa. Právě proto byli tito Poláci souzeni Sověty a stejným způsobem se bránili před nacisty. Po válce se objevil pod jurisdikcí Polské lidové republiky Sověty řízený systém v podobě modelových soudů. Ty byly organizovány tak, že oběti byly zatčeny na základě falešných obvinění NKVD nebo jiných, sověty řízených bezpečnostních organizací, jako bylo například polské ministerstvo veřejné bezpečnosti. Bylo vyneseno na 6 000 politických rozsudků smrti a většina z nich byla provedena. Odhaduje se, že v komunistických věznicích zemřelo více než 20 000 lidí. Mezi známé příklady patří Witold Pilecki nebo Emil August Fieldorf.
Postoj sovětských posádek vůči etnickým Polákům by mohl být lepší než vůči Němcům, ale ne úplně. Rozsah znásilnění polských žen v roce 1945 vedl k pandemii pohlavně přenosných chorob. I když celkový počet obětí zůstává předmětem debat, z polských státních archivů a statistik Ministerstva zdravotnictví vyplývá, že počet mohl překročit 100 000. V Krakově byl sovětský vstup do města doprovázen masovým znásilňováním polských žen a dívek, stejně jako drancováním soukromého majetku rudoarmějci. Toto chování dosáhlo takového rozsahu, že polští komunisté instalovaní Sovětským svazem sepsali samotnému Stalinovi protestní dopis, zatímco církevní masy se držely v očekávaném stažení Sovětů.

### Finsko

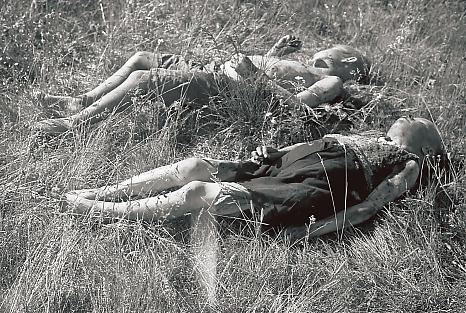
Finské děti zavražděné sovětským přepadovým oddílem v Seitajärvi v severním Laponsku (červenec 1942)

V letech 1941–1944 prováděli sovětští partyzáni nájezdy hluboko dovnitř finského území a útočili na vesnice a další civilní cíle. V listopadu roku 2006 byly finskými orgány odtajněny fotografie ukazující zvěrstva. Patří mezi ně obrazy zabitých žen a dětí. Partyzáni zpravidla popravovali své vojenské a civilní vězně po lehkém výslechu.
Rudou armádou bylo zajato kolem 3 500 finských válečných zajatců, z nichž pět byly ženy. Jejich úmrtnost je odhadována ke 40 procentům. Mezi nejčastější příčiny úmrtí patřily hlad, zima a nesnesitelný transport.

### Sovětský svaz

#### Sovětský ústup v roce 1941
K deportacím, popravám politických vězňů, pálení venkovských skladů potravin a vesnic docházelo, když Rudá armáda ustupovala před postupujícími silami Osy v roce 1941. V pobaltských zemích, Bělorusku, Ukrajině a Besarábii masakrovaly prchající jednotky NKVD spolu s přidruženými jednotkami Rudé armády vězně a politické oponenty dříve než měly dorazit síly Osy. V Pobaltí, Bělorusku a na Ukrajině NKVD a armáda na počátku války na ústupu také místy zcela systematicky vraždila kvalifikované pracovní síly (především dělníky, řemeslníky, lékaře a ošetřovatelky), aby je Němci nemohli využít.

#### 1943–1945
Po bitvě u Stalingradu, obratu ve válce, začala Rudá armáda získávat ztracená území na východní frontě. To vyústilo v akce proti jakékoli osobě, která byla obviněna z kolaborace během německé okupace. Civilisté, kteří sovětské vládě oponovali, byli považováni za kolaboranty. Zatímco například ve Francii je tato část historie celkově dobře zdokumentovaná, diskutovaná a je předmětem akademických průzkumů, o tom, co se dělo v Sovětském svazu je známo jen velmi málo.

#### Kalmycko

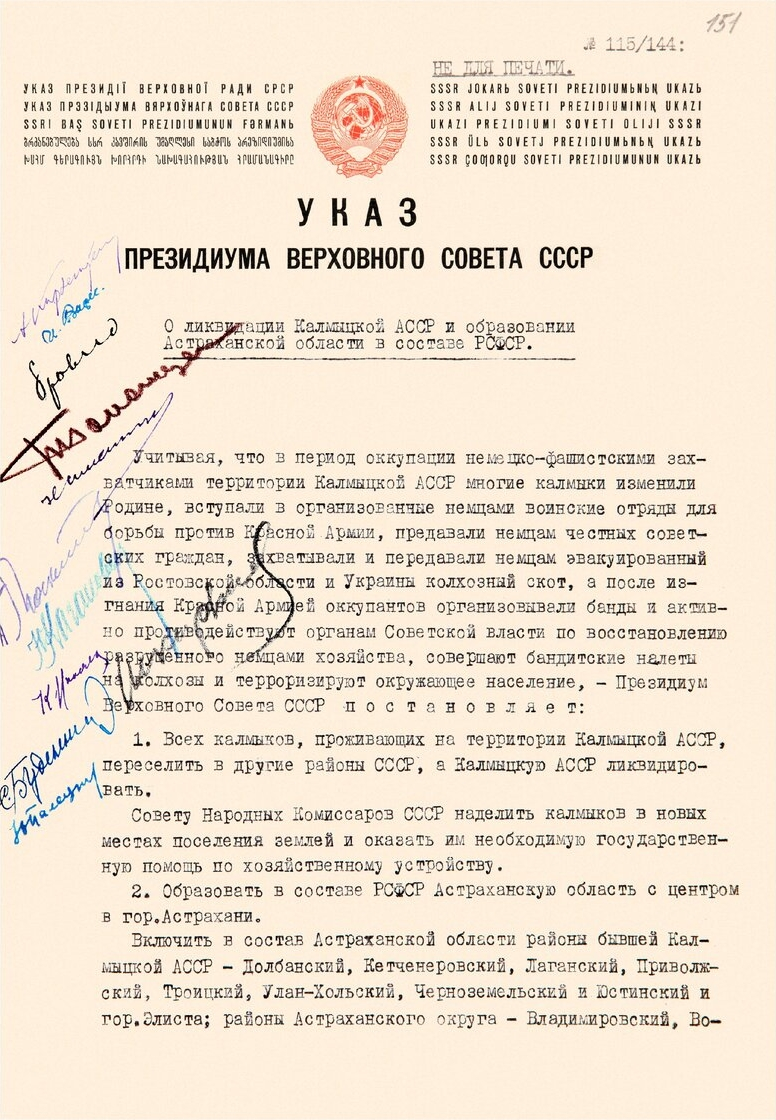
Výnos prezidia Nejvyššího sovětu SSSR ze dne 27. prosince 1943 „O likvidaci Kalmycké autonomní sovětské socialistické republiky

Během deportací Kalmyků v roce 1943, kódové jméno Operace Ulussy (Операция „Улусы“), docházelo k čistkám a deportacím většiny lidí kalmycké národnosti v (SSSR) a ruských žen, provdaných za Kalmyky, ale s výjimkou kalmyckých žen, provdaných za muže jiné národnosti. Asi polovina (97–98 000) Kalmyků vyhoštěných na Sibiř před tím, než jim byl v roce 1957 povolen návrat domů, zemřela.

### Německo
Válka na východní frontě od svého počátku překračovala morální bariéry dodržované v dřívějších válečných konfliktech. V rámci nacistického plánu genocidy slovanských národů tzv. Generalplan Ost vedlo Německo proti obyvatelstvu Sovětského svazu vyhlazovací válku. Během války zahynulo více než 26 milionů sovětských občanů, z větší části civilistů. Mnoho sovětských vojáků se chtělo pomstít za smrt členů svých rodin a za německé válečné zločiny na území Sovětského svazu. Podle historika Normana Naimarka nesou prohlášení uvedená v sovětských vojenských novinách a rozkazy sovětského vrchního velení společnou odpovědnost za excesy Rudé armády. Propaganda prohlásila, že Rudá armáda vstoupila do Německa jako mstitel s cílem všechny Němce potrestat.
Někteří historici se o toto přou a odkazují na nařízení vydané 19. ledna 1945, které vyžadovalo prevenci civilisty netýrat. Rozkaz vojenské rady 1. běloruského frontu podepsaný maršálem Rokossovským nařizoval střílení lupičů a násilníků na místě činu. Rozkaz vydaný 20. dubna 1945 Stavkou uvedl, že je zapotřebí s německými civilisty udržovat dobré vztahy, aby se snížil odpor a přišlo rychlejší zastavení nepřátelských akcí.

#### Vraždy civilistů

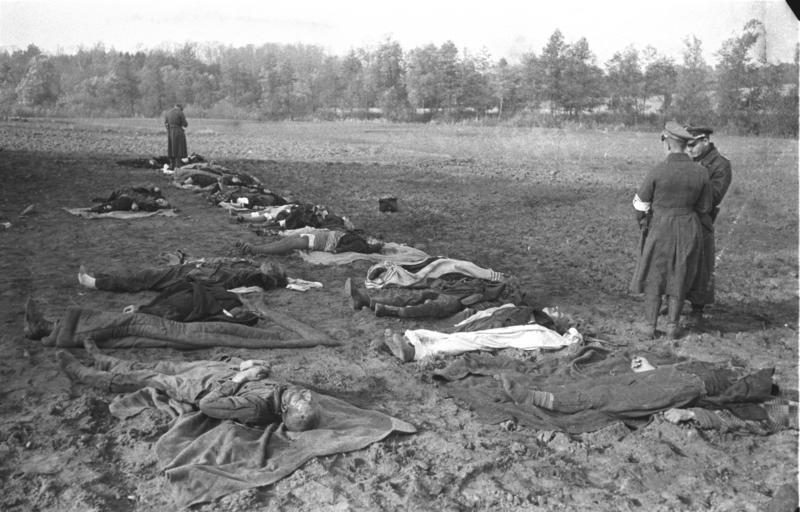
Oběti masakru v Nemmersdorfu ve východním Prusku

V několika příležitostech během druhé světové války sovětští vojáci zapálili budovy, vesnice nebo částí měst a proti místní obyvatelům, snažícím se uhasit oheň, použili smrtící sílu. Většina zvěrstev Rudé armády se dosud děla pouze na územích, která byla považována za nepřátelská (viz Miechowický masakr, Przyszowický masakr). Vojáci Rudé armády spolu s členy NKVD v letech 1944 a 1945 v Polsku často rabovali německé transportní vlaky.
Evakuace německých civilistů, kteří prchali před postupující Rudou armádou, byla nacistickou vládou opožděna, aby nedošlo k demoralizaci armády, která nyní bránila vlastní území. Nicméně němečtí civilisté si byli dobře vědomi toho, že Rudá armáda útočí na civilisty díky zprávám svých přátel a příbuzných, kteří sloužili na východní frontě. Nacistická propaganda chtěla původně utužit civilní odpor tím, že zvěrstva Rudé armády detailně popisovala a vybarvovala, jako například masakr v Nemmersdorfu, což ale často selhalo a vznikla panika. Kdykoliv to bylo možné a jakmile Wehrmacht ustoupil, místní civilisté začali na západ prchat z vlastní iniciativy.

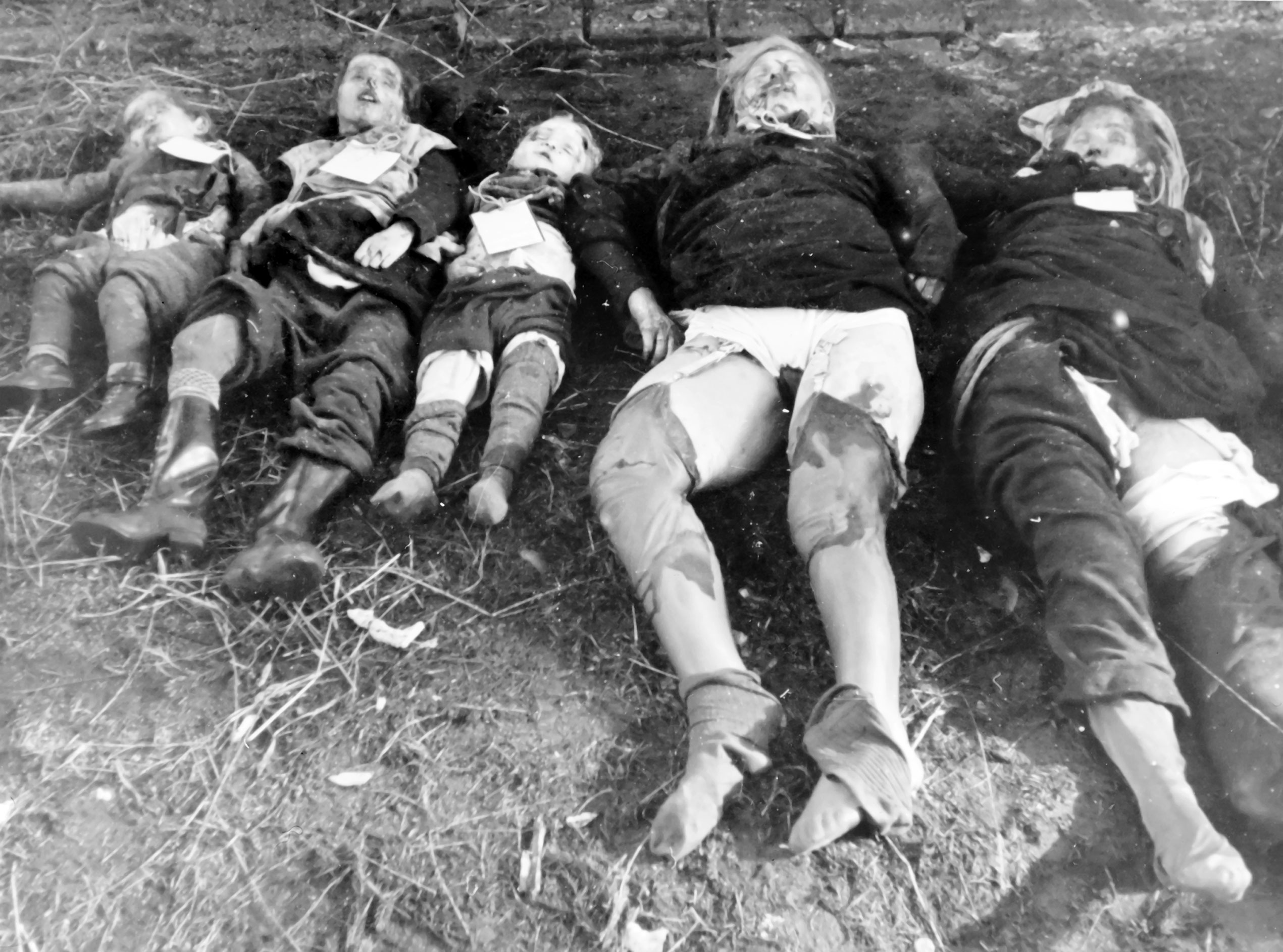
Rudou armádou zmasakrovaní Němci ve východním Prusku, 1945

Velké množství prchajících obyvatel před postupující Rudou armádou z německých provincií východní Prusko, Slezsko a Pomořansko v průběhu evakuace zemřelo, někteří chladem a hladem, někteří během boje. Významné procento tohoto počtu obětí však přišlo o život při střetu s jednotkami Rudé armády. Civilisté byli přejížděni tanky, stříleni nebo jinak vražděni. Ženy a mladé dívky byly znásilněny a zabity.
Sovětské bombardéry navíc vyhledávaly kolony uprchlíků a intenzivně je bombardovaly.
Ačkoli hromadné popravy civilistů Rudá armáda zřídkakdy veřejně oznamovala, vešel ve známost incident v Treuenbrietzenu, kde bylo 1. května 1945 nejméně 88 mužů obklíčeno a postříleno. K incidentu došlo po oslavách vítězství, při kterých bylo mnoho dívek z Treuenbrietzenu znásilněno a sovětský podplukovník byl neznámým útočníkem zastřelen. Některé zdroje uvádí, že během incidentu padlo za oběť 1000 civilistů.
Walter Kilian, první poválečný starosta berlínské čtvrti Charlottenburg jmenovaný do funkce Sověty, hlásil rozsáhlé plenění vojáky Rudé armády v této oblasti: „Jednotlivci, obchodní domy, obchody, byty … všechno bylo vykradeno.“

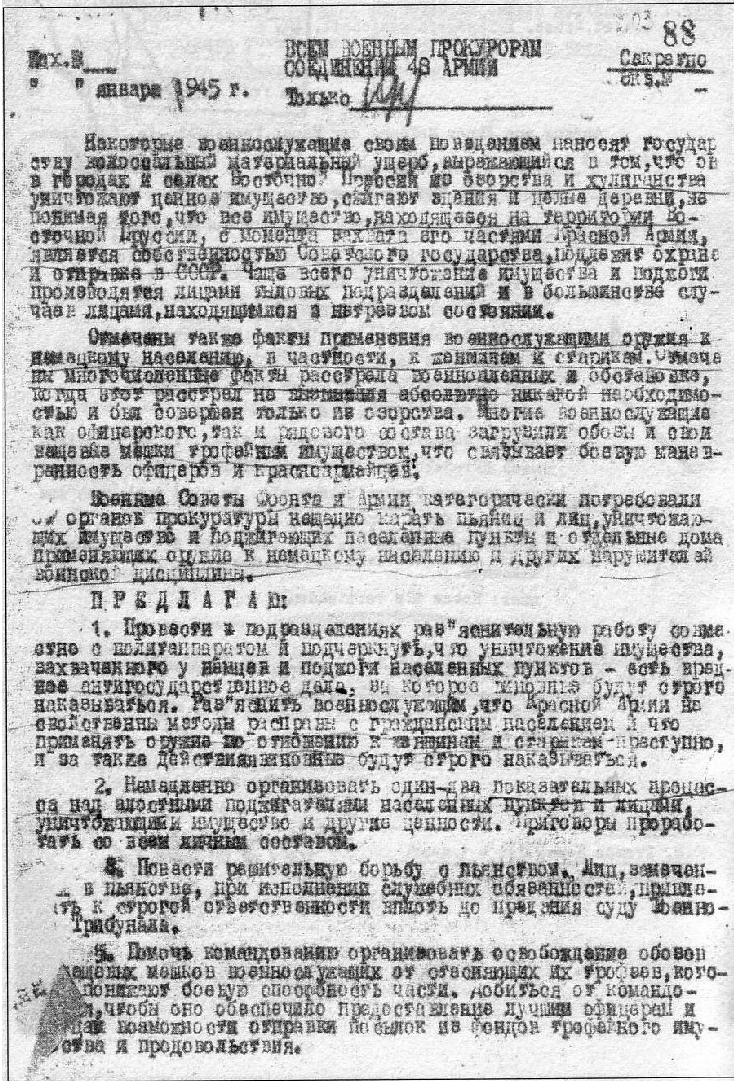
Sovětský rozkaz, leden 1945: „Někteří vojáci svým chováním způsobili obrovské materiální škody, protože ničí cenný majetek ve městech a vesnicích východního Pruska, vypalují budovy a celé vesnice, které nyní patří sovětskému státu (…) Mimo to byly zaznamenány případy, kdy příslušníci armády používají zbraní proti německým civilistům, a to včetně žen a starců. Dále spousta případů, kdy byli váleční zajatci stříleni za okolností, kdy to nebylo nutné, jen ze zlé vůle. „Rozkaz pokračuje opatřeními proti těmto událostem, které definuje jako neospravedlnitelné a nepřípustné. Konkrétně se navrhuje, aby byly prováděny demonstrativní tresty sovětských vojáků obviněných z válečných zločinů „raz-dva“ a zahájit boj proti nestřídmosti v Rudé armádě“

Členové SED ze sovětské okupační zóny Stalinovi hlásili, že plenění a znásilňování sovětskými vojáky by mohlo mít za následek negativní reakci ze strany německého obyvatelstva vůči Sovětskému svazu s ohledem na budoucnost socialismu ve východním Německu. Stalin zlostně reagoval: „Nebudu tolerovat nikoho, kdo vláčí čest Rudé armády bahnem.“
V souladu s tím byly všechny důkazy, jako zprávy, fotografie a další dokumenty o rabování, znásilňování, vypalování farem a vesnic Rudou armádou, ze všech archivů budoucí NDR odstraněny.
Studie publikovaná německou vládou v roce 1989 odhaduje počet obětí německých civilistů ve východní Evropě na 635 000. 270 000 zemřelo v důsledku sovětských válečných zločinů, 160 000 zemřelo v rukou různých národností během vysidlování Němců po druhé světové válce a 205 000 zemřelo na nucených pracích v Sovětském svazu. Tyto údaje minimálně nezahrnují 125 000 civilních obětí během bitvy o Berlín.

#### Masové znásilňování
Západní odhady celkového počtu obětí znásilnění se pohybují v rozmezí od desítek tisíc až po dva miliony. V návaznosti na viselsko-oderskou operaci z roku 1945 docházelo k masovému znásilňování Sověty ve všech větších městech dobytých Rudou armádou. Ženy byly masově znásilňovány gangy několika desítek vojáků při osvobozování Polska. V některých případech byly oběti, které se celý den neskrývaly ve sklepích, znásilněny až 15krát. Podle Antony Beevora sovětští vojáci po dobytí Berlína v roce 1945 znásilňovali i dívky ve věku osmi let.
Po celá desetiletí západní vědci tato zvěrstva v Německu a Maďarsku obecně omlouvali, jako pomstu za německé krutosti na území Sovětského svazu, kde zahynulo za války přes 20 milionů lidí, a masové zabíjení sovětských válečných zajatců (3,6 milionů mrtvých z celkem 5,2 milionu válečných zajatců) zajatých německými ozbrojenými silami. Toto vysvětlení je nyní v rozporu s historikem Antony Beevorem, tedy alespoň pokud jde o masové znásilňování. Beevor tvrdí, že někteří vojáci Rudé armády znásilňovali také sovětské a polské ženy propuštěné z koncentračních táborů a tvrdí, že toto vysvětlení pomstu podrývá.
Podle Normana Naimarka byli po létě 1945 sovětští vojáci přistižení při znásilňování civilistů obvykle potrestáni v rozmezí od zatčení po popravu. Nicméně dále Naimark píše, že znásilňování pokračovalo až do zimy 1947–48, dokud sovětské okupační síly nakonec vojáky omezily na přísně střežené posty a tábory. Naimark dospěl k závěru, že „sociální psychologie žen a mužů v sovětské okupační zóně byla poznamenána zločiny znásilnění od prvních dnů okupace, přes založení NDR na podzim roku 1949, až po, dalo by se říci, současnost.“ Podle Beevora bylo jen v Berlíně znásilněno 100 tisíc žen, z nich 10 tisíc spáchalo sebevraždu nebo zemřelo na následky znásilnění.
Podle Richard Overyho, Rusové neuznali sovětské válečné zločiny, částečně „protože cítili, že mnoho z nich bylo oprávněnou pomstou proti nepříteli, který se prý dopustil mnohem horších činů, a také proto, že historii píší vítězové.

### Maďarsko
Maďarské království pod vedením admirála Horthyho bylo spojencem nacistického Německa a účastnilo se přepadení Sovětského svazu v roce 1941. Podle maďarského badatele a autora Krisztiána Ungváryho zemřelo během obležení Budapešti asi 38 000 civilistů: asi 13 000 vojenskými akcemi a 25 000 z hladu, nemocí a dalších příčin. Další údaje zahrnují asi 15 000 Židů, převážně obětí poprav německé SS a maďarských eskader smrti strany šípových křížů. Ungváry píše, že když Sověti nakonec dosáhli vítězství, zahájili poté orgie násilí, včetně ohromných krádeži čehokoli na co se dalo sáhnout, náhodných poprav a masového znásilňování. Odhady obětí znásilnění se různí od 5 000 do 200 000.
Podle Normana Naimarka byly maďarské dívky unášeny do čtvrtí Rudé armády, kde byly vězněny, opakovaně znásilněny a někdy i zavražděny.

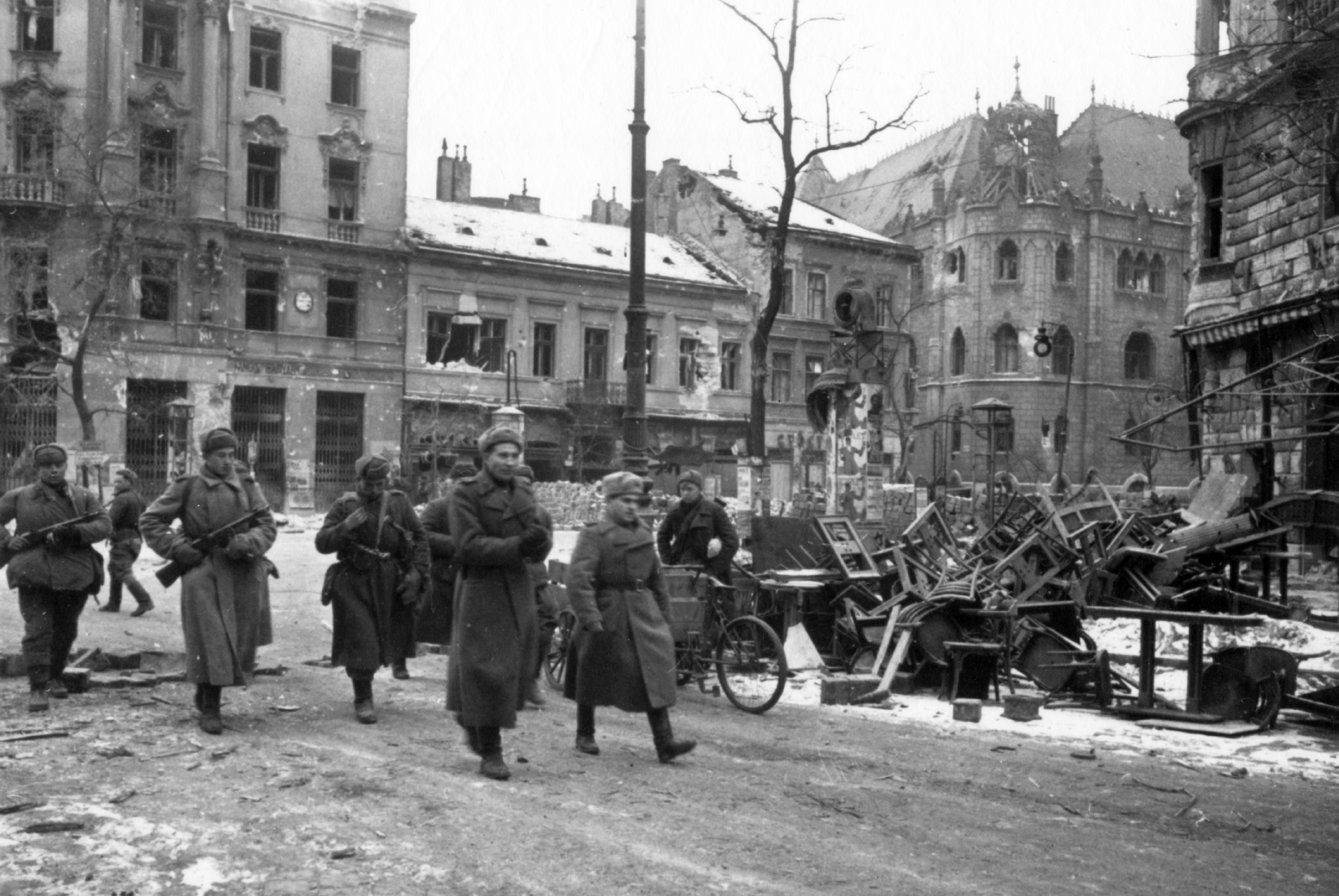
Sovětštví vojáci v ulicích Budapešti

Dokonce byl zajat a znásilněn i personál velvyslanectví neutrálních zemí, jak dokládá sovětský útok na švédské vyslanectví v Německu. Zpráva švýcarského vyslanectví v Budapešti popisuje vstup Rudé armády do města:
| „ | Při obležení Budapešti a také v průběhu následujících týdnů ruští vojáci město otevřeně vyplenili. Vlezli prakticky do každého příbytku, ať už těch nejchudších nebo nejbohatších. Vzali všechno co chtěli, a to zejména potraviny, oděv a cennosti … každý byt, obchod, banka atd. byla několikrát vydrancována. Nábytek a větší umělecké předměty, které nemohly být odneseny, byly často jen tak zničeny. V mnoha případech byly vyrabované domy zapáleny, což způsobilo celkově velké ztráty … Bankovní trezory byly bez výjimky vykradeny – dokonce i britské a americké trezory – a to, co bylo nalezeno, bylo také odcizeno. | “ |

### Jugoslávie
Podle jugoslávského politika Milovana Djilase bylo zdokumentováno přinejmenším 121 případů znásilnění, z nichž 111 se také podílelo na vraždě. Celkem bylo zaznamenáno 1204 případů rabování a loupežných přepadení. Djilas popsal tyto údaje za „těžce nevýznamné, máme-li na paměti, že Rudá armáda překročila pouze severovýchodní roh Jugoslávie“. To jugoslávským komunistickým partyzánům způsobilo starosti, protože se obávali, že zprávy o zločinech spáchaných jejich sovětskými spojenci oslabí jejich postavení u obyvatelstva.
Djilas píše, že si jugoslávský partyzánský vůdce Josip Broz Tito v reakci povolal velitele sovětské vojenské mise, generála Kornějeva a formálně protestoval. Přesto, že byl pozván „jako soudruh“, Kornějev prý na „takové narážky“ proti Rudé armádě vybouchl. Djilas, který byl na zasedání přítomen, promluvil a vysvětlil, že britská armáda se nikdy „takových excesů“ při osvobozování ostatních částí Jugoslávie nedopustila. Generál Kornějev odpověděl řevem: „Protestuji co nejostřeji proti této urážce Rudé armády, kdy je porovnávána s armádami kapitalistických zemí.“
Setkání s Kornějevem „neskončilo bez následků“, ale způsobilo, že Stalin osobně Djilase během své příští návštěvě Kremlu napadl. V slzách Stalin odsoudil „podání jugoslávské armády“. Poté „vyveden z míry hovořil o utrpeních a hrůzách Rudé armády, kterým byla nucena se v boji na tisíce kilometrů přes zdevastované země podrobit.“ Stalin vyvrcholil slovy: „A taková armáda nebyla tak uražena nikým jiným než Djilasem! Djilas, od kterého jsem něco takového nečekal, muž, od kterého jsem tolik očekával! A armáda, která pro Vás nešetřila krve! Neví snad Djilas, který sám je spisovatel, co je lidské utrpení a jaká jsou lidská srdce? Nechápe, že voják, který prošel tisíce kilometrů krve, ohně a smrti se chce pobavit se ženou nebo si vzít nějakou tu maličkost?“
Podle Djilase sovětské odmítnutí zabývat se válečnými zločiny Rudé armády v Jugoslávii rozezlila Titovu vládu a bylo faktorem následného jugoslávského odchodu ze sovětského bloku.

### Československo (1945)
Slovenský komunistický vůdce Vladimír Clementis si stěžoval maršálu Koněvovi na chování sovětských vojsk v Československu. Koněv ho odbyl odpovědí, že šlo hlavně o činy dezertérů Rudé armády.

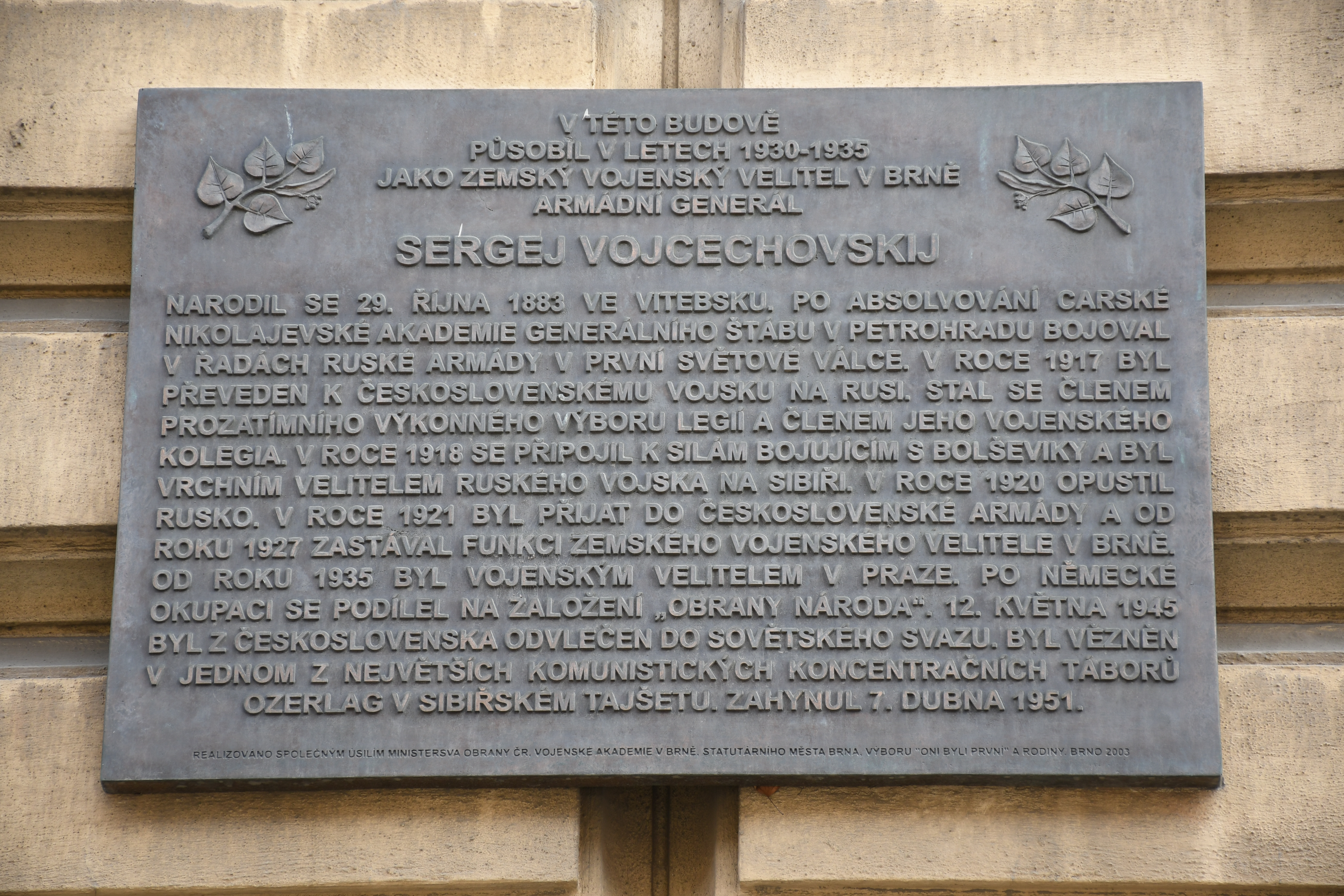
Pamětní deska připomínající generála Sergeje Vojcechovského

Současně s osvobozením přicházely také čistky NKVD a SMERŠ, kdy byly vyhledávány a do Sovětského svazu unášeny Rusku nepohodlné osoby, svobodní občané osvobozených států. Tyto únosy pokračovaly až asi do roku 1955 . Jedním z nejznámějších je asi případ prvorepublikového legionáře Sergeje Nikolajeviče Vojcechovského zatčeného komandem NKVD v Praze 12. května 1945 a odvlečeného do sovětského gulagu, kde v roce 1951 zemřel. Podobný osud čekal z Čech asi 500 osob (z toho 300 obětí) a ze Slovenska bylo odvlečeno asi 6 000 osob. Celkem se odhaduje, že ze Slovenska bylo odvlečeno 60 000 až 120 000 osob. Podobný osud potkal Rusku nepohodlné osoby, většinou ruského původu nebo děti emigrantů z Ruska i v jiných státech osvobozených Rudou armádou, včetně německých válečných zajatců.

### Čína
9. srpna 1945 Sovětský svaz vyhlásil Japonsku válku a zahájil invazi do japonského loutkového státu Mandžukuo (Mandžusko). Po okupaci tohoto území Sověti předložili požadavek na japonské cenné materiály a průmyslové zařízení v oblasti.Jistý cizinec byl svědkem toho, kdy sovětské jednotky, původně umístěné v Berlíně, měly povoleno od sovětské armády vkročit do města, které „po tři dny znásilňovali a drancovali.“ Většina lidí z Mukdenu zmizela. Usvědčení vojáci je nahradili; bylo dosvědčeno, že „ukradli všechno, co bylo v dohledu, rozmlátili vany a toalety kladivy, vyrvali elektrické vedení z omítky, zakládali požáry a buď dům spálili nebo alespoň nechali velkou díru v podlaze a vůbec, chovali se jako naprostí divoši.“

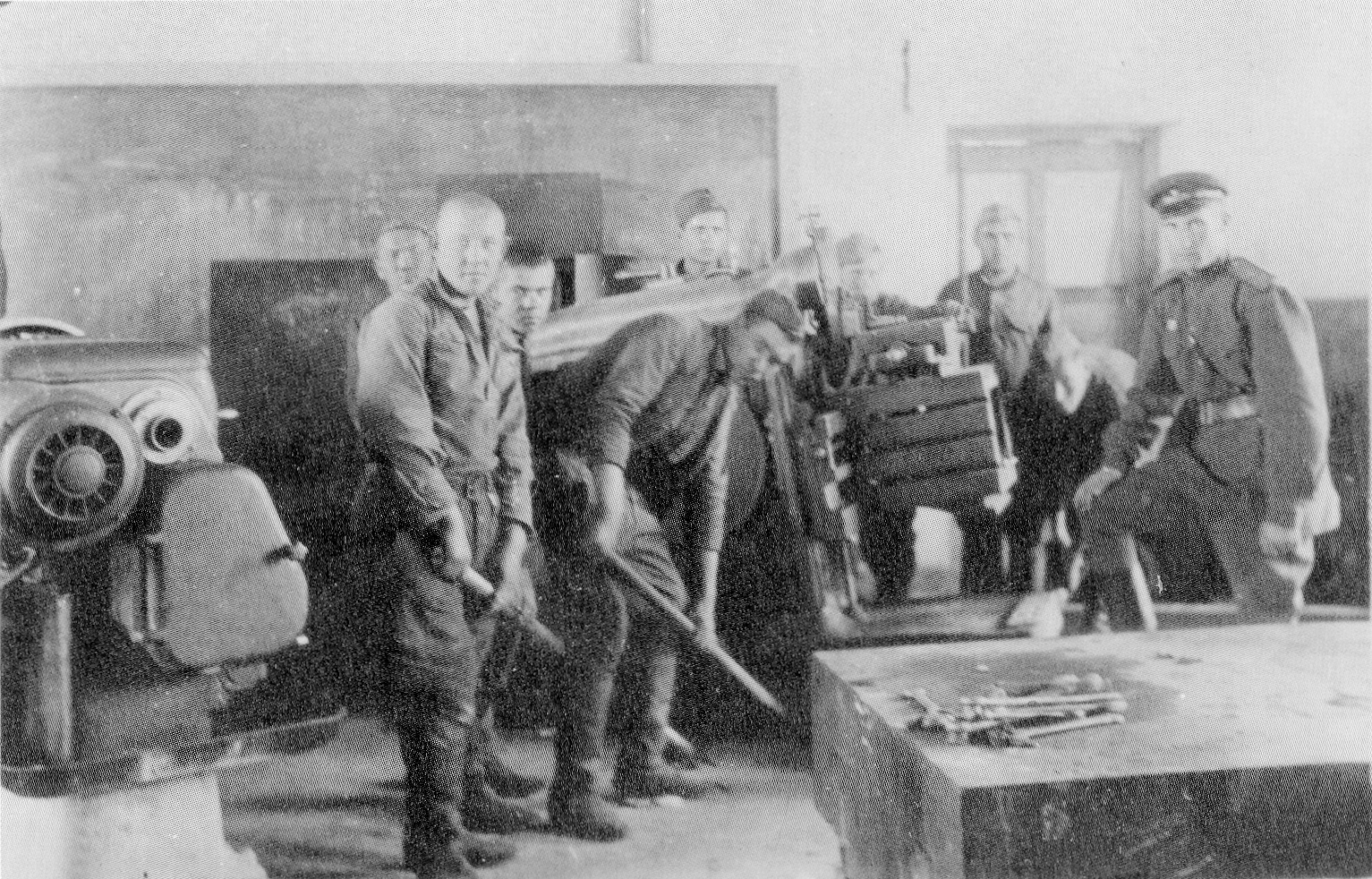
Sovětští vojáci zabavující výrobní zařízení z továrny v Mandžusku

Podle několika západních zdrojů Sověti v Mandžusku prováděli politiku loupení a znásilňování civilistů. Stejní Sovětští vojáci byli z Německa posláni do Mandžuska, kde plenili, vraždili a znásilňovali. V Harbinu Číňani vyvěšovali slogany jako „Pryč s rudým imperialismem!“ Sovětské síly protesty ze strany čínských komunistických představitelů na jejich hromadné znásilňování a loupení ignorovaly.
Ruský historik Konstantin Asmolov se snaží argumentovat, že jsou tyto západní zprávy o sovětském násilí proti civilnímu obyvatelstvu na Dálném východě přehnané izolované incidenty a dokumenty té doby nepodporují tvrzení masových zločinů. Asmolov také tvrdí, že Sověti, na rozdíl od Němců a Japonců, prý své vojáky a důstojníky za takové činy stíhali.
Zločiny proti lidskosti byly páchány také na japonských civilistech, například. masakr v Gegenmiao provedený sovětskou armádou dne 14. srpna 1945 na skupině asi 1 800 japonských žen a dětí, kteří byli jako uprchlíci v klášteře Gegenmiao/Koken-Miao (葛根 廟).

### Japonsko
Sovětská armáda se dopustila zločinů proti japonskému civilnímu obyvatelstvu a vzdávajícímu se vojenského personálu v závěrečných fázích druhé světové války během útoků na Sachalin a Kurilské ostrovy.[zdroj?]

## Zločiny proti míru

Akce nacistického Německa, Italské říše a Sovětského svazu v letech 1939 – 1941

Zločinem proti míru je příprava, plánování, rozpoutání a vedení útočné války nebo zločinné spiknutí s úmyslem vést útočnou válku. Představitelé Sovětského svazu naplnili skutkovou podstatu zločinu proti míru napadením Finska v zimní válce. Sovětský svaz byl na základě těchto kroků vyloučen z řad Společnosti národů a po nějakou dobu podroben embargu od některých států.
Za zločin proti míru lze považovat uzavření tajných dodatků k Paktu Ribbentrop–Molotov, ve kterých si Sovětský svaz a nacistické Německo vymezili sféry vlivu v Evropě. Následné napadení Polska vojsky Sovětského svazu bylo útočnou válkou.

## Válečné zločiny

### Zacházení s válečnými zajatci
Sovětský svaz od počátku odmítal Ženevské konvence i další smlouvy o zacházení se zajatci jakožto „buržoazní přežitek“.[zdroj⁠?!] Odmítl všechny tyto smlouvy a omezení[zdroj?], včetně těch, které schválila předchozí carská vláda[zdroj?], odmítl nabídku nacistického Německa učiněnou v průběhu bojů, která navrhovala, že se obě strany budou těmito smlouvami řídit.[zdroj?] K určité, velmi omezené, změně přístupu došlo až v konečných fázích války.
Váleční zajatci byli bráni nahodile, zacházeno s nimi bylo nelidsky[zdroj?] a na obou stranách byli v naprosto nevyhovujících podmínkách vězněni a nuceni k práci. Po druhé světové válce Sovětský svaz uplatnil německé zajatce jako levnou pracovní sílu (navíc kvalifikovanější než bylo jeho vlastní obyvatelstvo). Němečtí váleční zajatci však byli nuceni pracovat i v ostatních státech protinacistické koalice, protože po válce panoval všeobecný názor, že by si Němci měli část škod, které napáchali za druhé světové války, odpracovat.[zdroj⁠?!] V Sovětském svazu však byli tito zajatci vystaveni neúměrně horším podmínkám, než němečtí zajatci v západní Evropě, přičemž i délka jejich nedobrovolného pobytu v pracovních táborech byla daleko delší. Když už Sovětský svaz nemohl na mezinárodní scéně dále obhájit jejich další zadržování, část z nich odsoudil jako válečné zločince (často na základě naprosto absurdních obvinění, viz například Erich Hartmann), aby si je mohl ponechat ještě déle.

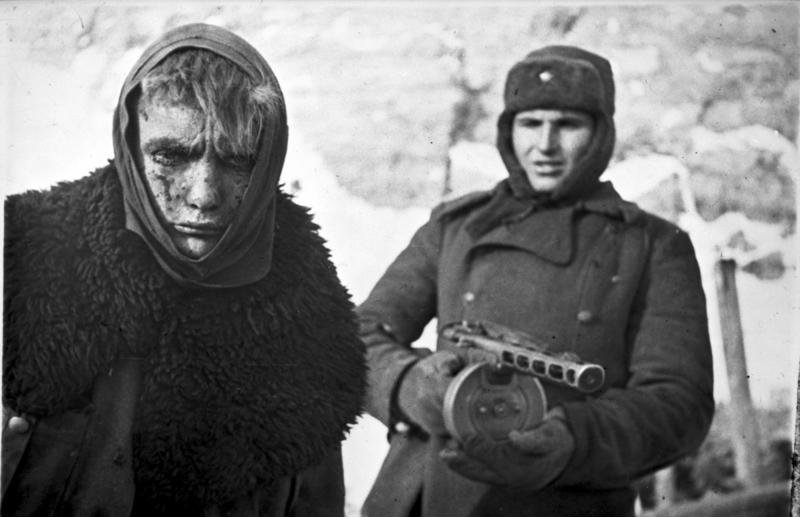
Německý voják zajatý v bitvě u Stalingradu

V průběhu druhé světové války Vyšetřovací orgán Wehrmachtu pro porušování mezinárodního práva sbíral a vyšetřoval zpráv o zločinech proti válečným zajatcům sil Osy. Podle kubánsko-amerického spisovatele Alfreda de Zayas,[zdroj?] „po celou dobu ruské kampaně nekončily zprávy o mučení a vraždění německých zajatců. Úřad měl pět hlavních zdrojů informací: [zdroj?](1) Zabavené nepřátelské dokumenty, a to zejména rozkazy, zprávy o činnosti a propagandistické letáky; (2) zachycené rozhlasové a radiové zprávy; (3) Svědectví sovětských válečných zajatců, (4) svědectví zajatých Němců, kteří unikli a (5) svědectví Němců, kteří viděli mrtvoly nebo zmrzačená těla popravených zajatců. Od roku 1941 do roku 1945 úřad sestavil několik tisíc svědectví, zprávy, a zabavených dokumentů, které, když už nic jiného, naznačují, že zabíjení německých válečných zajatců krátce po zadržení nebo krátce po výslechu nebyla žádná izolovaná věc. Dokumenty týkající se války ve Francii, Itálii a severní Africe obsahují několik zpráv o úmyslném zabíjení německých válečných zajatců, ale nelze to srovnat s žádnými událostmi na východní frontě.“
Ve zprávě z listopadu 1941 vyšetřovací úřad Wehrmachtu viní Rudou armádu, že provádí „teroristickou politiku … proti bezbranným německým vojákům, kteří padli do jejích rukou a proti členům německého lékařského sboru. Zároveň … učinila pro využití těchto prostředků kamufláž: podle rozkazu Rudé armádě vyneseného se schválením rady lidových komisařů ze dne 1. července 1941 jsou normy mezinárodního práva uveřejněny a Rudá armáda je bude v duchu haagských pravidel v pozemní válce následovat … tento … ruský rozkaz byl pravděpodobně téměř nerozeslán a určitě nebyl vůbec následován. Jinak by nemohlo dojít k nevyslovitelným zločinům.“
Podle výpovědi sovětské masakry německých, italských, španělských a dalších válečných zajatců Osy byly často podněcovány komisaři, kteří tvrdili, že jsou v souladu s rozkazy od Stalina a politbyra. Jiný důkaz utvrdil přesvědčení úřadu pro vyšetřování válečných zločinů, že Stalin vydal tajné rozkazy k masakru válečných zajatců.
Během zimy 1941–42 zajala Rudá armáda každý měsíc přibližně 10 000 německých vojáků, ale míra úmrtnosti stala tak vysokou, že absolutní počet vězňů klesl (nebo byl úředně snížen).
Sovětské zdroje uvádí smrt 474 967 z 2 652 672 německých válečných zajatců. Dr. Rüdiger Overmans věří, že vypadá zcela věrohodně, ale není prokazatelné, že další německý vojenský personál vedený jako nezvěstný vlastně zemřel v sovětském zajetí jako váleční zajatci a odhaduje skutečný počet mrtvých německých válečných zajatců v SSSR na asi 1 milion.

#### Masakr ve Feodosiji

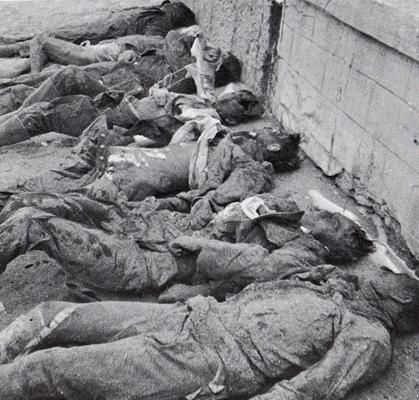
Těla usmrcených německých válečných zajatců ve Feodosiji

Sovětští vojáci se zřídkakdy obtěžovali léčit zraněné německé válečné zajatce. V krymském městě Feodosija došlo k případu, kdy bylo město 29. prosince 1942 nakrátko získáno sovětskými silami. Ustupující Wehrmacht zde ponechal 160 zraněných vojáků ve vojenských nemocnicích. Poté, co Němci město získali zpět, bylo zjištěno, že každý zraněný voják byl příslušníky Rudé armády, námořnictva a NKVD zmasakrován. Někteří byli zastřeleni na nemocničních lůžkách, jiní byli ubiti k smrti nebo vyházeni z oken nemocnice. Ještě předtím byli namočeni do ledové vody a venku zemřeli na podchlazení.

#### Masakr v Grišinu
Masakr v Grišinu spáchala obrněná divize Rudé armády v únoru 1943 na východě Ukrajiny ve městech Krasnoarmijsk, Postyševo a Grišino. Untersuchungsstelle, také známý jako WuSt (Vyšetřovací orgán Wehrmachtu pro porušování mezinárodního práva), oznámil, že mezi oběťmi bylo 406 vojáků Wehrmachtu, 58 členů organizace Todt (včetně dvou dánských občanů), 89 italských vojáků, 9 rumunských vojáků, 4 maďarští vojáci, 15 německých civilních úředníků, 7 německých civilních pracovníků a 8 ukrajinských dobrovolníků.
Místa byla napadena sovětským 4. gardovým tankovým sborem v noci z 10. na 11. února 1943. Po znovudobytí divizí Wiking s podporou 333 pěší divize a 7. tankové divize 18. února 1943 vojáci Wehrmachtu objevili mnoho mrtvých. Mnoho těl bylo odporně znetvořeno. Měli uřezané uši a nosy a také amputované pohlavní orgány nacpané do úst. Prsy některých sester byly odříznuty a ženy byly brutálně znásilněny. Německý vojenský soudce, který byl na místě, uvedl v rozhovoru během 70. let, že viděl ženské tělo s roztaženýma nohama a v genitáliích vražené koště. Ve sklepě hlavního vlakového nádraží bylo kolem 120 Němců nahnáno do velkého skladu a pak „pokoseno“ kulomety.

#### Po válce
Někteří němečtí zajatci byli propuštěni brzy po válce. Mnoho dalších však zůstalo v táborech Gulag ještě dlouho po kapitulaci nacistického Německa. Mezi nejznámější německé válečné veterány, kteří v sovětském zajetí zemřeli, byl kapitán Wilm Hosenfeld, který podlehl zraněním, která utrpěl nejspíš mučením v koncentračním táboře v roce 1952 poblíž Stalingradu. V roce 2009 byl kapitán Hosenfeld posmrtně vyznamenán státem Izrael za jeho roli při záchraně židovských životů během holocaustu.

### Civilní obyvatelstvo
Válečné zločiny páchala Rudá armáda a další sovětské ozbrojené složky na územích, která byla obsazena, a to včetně zemí po válce osvobozených od nacistů včetně Československa. Odehrávaly se přitom jak na individuální, tak i systémové úrovni. Mezi nejvážnější z nich patřilo znásilňování, krádeže, rabování, vraždy a únosy lidí. Nejhůře v tomto ohledu samozřejmě dopadlo samotné Německo.
Ruští historici poukazují na oprávněné rozhořčení sovětských vojáků ze zločinů spáchaných nacisty v Sovětském svazu a přirozenou touhu po odplatě a snaží se rozsah výše zmíněných činů zlehčovat, jako selhávání jednotlivců, kteří své touze po pomstě podlehli. Tento pohled ovšem ignoruje fakt, že ozbrojené složky a útvary NKVD se těchto i dalších zločinů dopouštěly systematicky již před Velkou vlasteneckou válkou (v Polsku, Pobaltí i dalších zemích), že oběťmi byli často i příslušníci spřátelených národů a ideologičtí soudruzi (jejichž totožnost byla vojákům známa) a nakonec, že řada těchto válečných zločinů byla podporována systémem, a to nejen pokud jde o sovětskou propagandu, ale i na základě jednoznačných rozkazů.

#### Znásilňování
Mezi zločiny proti civilnímu obyvatelstvu patřilo masové znásilňování, které bylo vyvoláno propagandou. Jako odpověď na německou propagandu, která líčila občany Sovětského svazu jako podlidi, napsal v létě roku 1942 sovětský spisovatel zabývající se protiněmeckou propagandou Ilja Grigorjevič Erenburg básně, které líčily Němce jako „fašisty, přinášející s sebou divošství, zvěrstva, kult násilí, smrt,“ přičemž volal po pomstě.[zdroj⁠?!] Naproti tomu „jeho nejznámější“ text, který ponoukal ke znásilňování německých žen, si vymysleli nacisté na Goebbelsově ministerstvu propagandy. 24. listopadu 1944 byl otištěn v sovětských novinách článek, ve kterém Ilja Erenburg napsal: „Bývaly doby, kdy Němci běžně falšovali státní dokumenty. Teď ale klesli tak nízko, že falšují moje články.“ To už ovšem situace byla ve stadiu, kdy kolem znásilňování byla vyvolaná hysterie, která nešla zastavit. Navíc sovětští vojáci, kteří viděli v osvobozovacích bojích vypálená města a vesnice, znásilněné a utýrané ženy, nesmyslná jatka, byli přesvědčeni, že je třeba provést odvetu. Stalin jejich počínání nejprve ignoroval, ale 20. dubna 1945 vydal rozkaz, který nařizoval „změnit postoj k Němcům… a chovat se k nim lépe…“ Situace se však začala měnit k lepšímu až po ukončení bojů, ale to už bylo v době, kdy už celá věc dosáhla nepředstavitelných rozměrů.
Hlavním cílem znásilňování byly zejména Němky, ovšem oběťmi se stejně tak stávaly i ostatní národy, včetně těch spojeneckých. Dokonce i dívky a ženy z řad slovanských národů nuceně nasazené v Německu zjistily, že je jejich národnost neochrání. Dívky, které se vzpouzely i přes hrozby, byly zpravidla buďto přemoženy, nebo dostaly na výběr mezi podvolením se a smrtí (viz například Anka Kolesárová). Muži, kteří by se je pokoušeli bránit, taktéž platili životem, tak zemřel například biskup Apor.
Sovětští velitelé se zpočátku touto věcí nechtěli zabývat. Maršál Vasiljevskij na upozornění, že jeho muži nezřízeně znásilňují a rabují, prohlásil, že na to sere, že jeho vojáci mají právo na svou spravedlnost[zdroj⁠?!]. Jiní sporadicky zasáhli, pokud se celá věc dle jejich názoru příliš rozrostla. Občas také velice ostře reagovali na znásilnění malých děvčat a provinilce nechávali okamžitě popravit. Dospělé ženy však měly, hlavně zpočátku, takřka nulovou šanci na zastání. Teprve určitou dobu po německé kapitulaci byla zaváděna různá opatření a drakonické tresty, které výstřednosti omezily. Podle některých odhadů zůstaly ve východním Německu po odchodu ruských vojáků 1–2 milióny jejich potomků, většinou nedobrovolných, což je ale patrně přehnané číslo.[zdroj⁠?!] Jako celková čísla pak udává, že „se usuzuje, že celkem byly znásilněny asi 2 miliony německých žen a velmi podstatná menšina, ne-li většina, byla znásilněna mnohonásobně.“

## Po druhé světové válce

### Maďarská revoluce (1956)

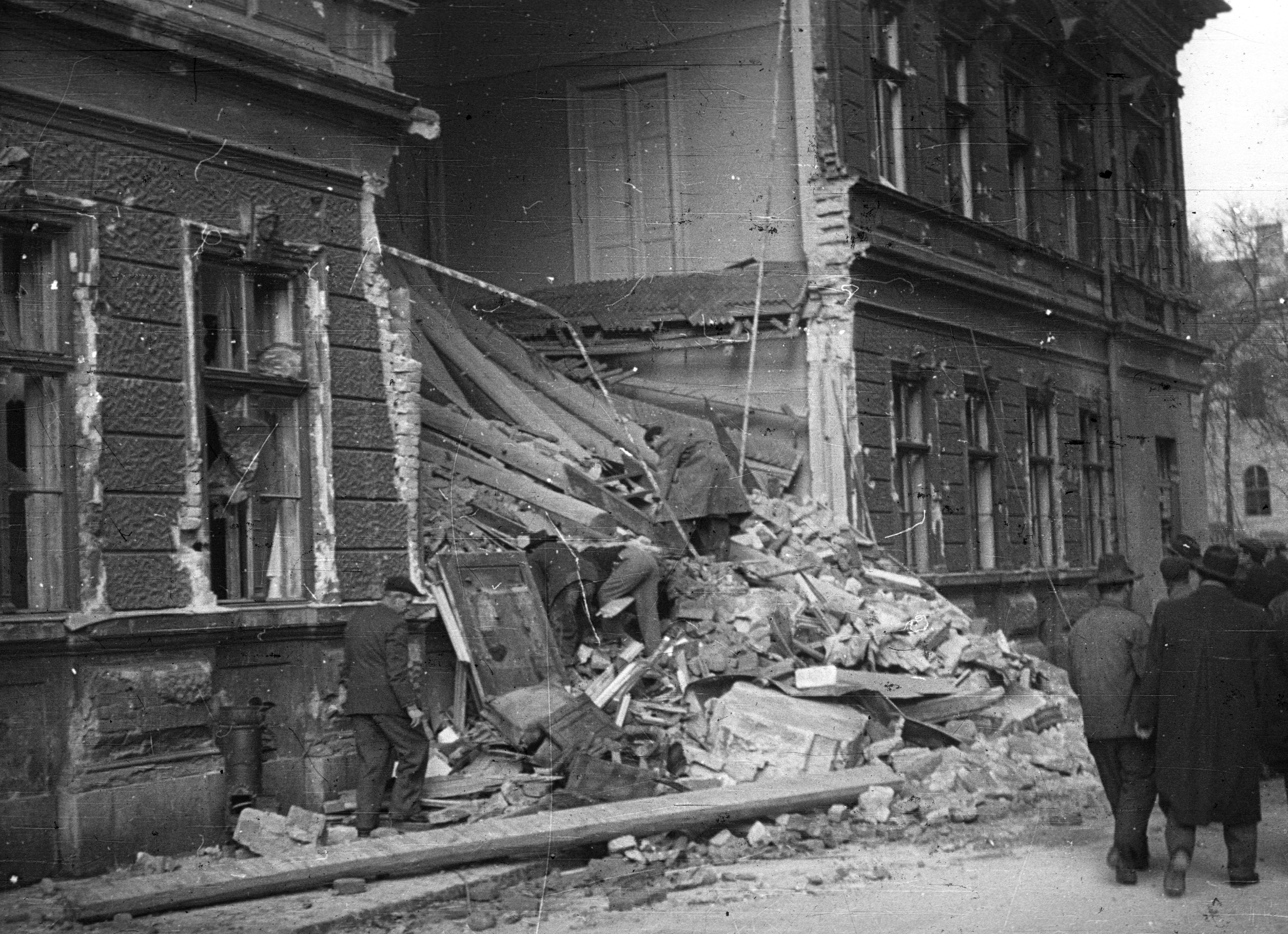
Bytový dům v Budapešti zničený během sovětské invaze v roce 1956

Podle zprávy zvláštního výboru Organizace spojených národů o problému v Maďarsku (1957): „Sovětské tanky střílely bez rozmyslu na každou budovu ze které předpokládaly, že jsou pod palbou.“ Komise OSN obdržela četné zprávy o sovětské minometné a dělostřelecké palbě do obydlených čtvrtí v Budíně (navzdory žádné opětované palbě), či „nahodilé střelbě do bezbranných kolemjdoucích“.
Podle mnoha svědků sovětští vojáci stříleli na lidi ve frontách, které vedly z prodejen. Většina z obětí byly ženy a děti.

### Československo (1968)
Během Invaze vojsk Varšavské smlouvy do Československa bylo zabito 72 Čechů a Slováků (19 z nich na Slovensku), 266 těžce zraněno a dalších 436 zraněno lehce.

### Afghánistán (1979–1989)

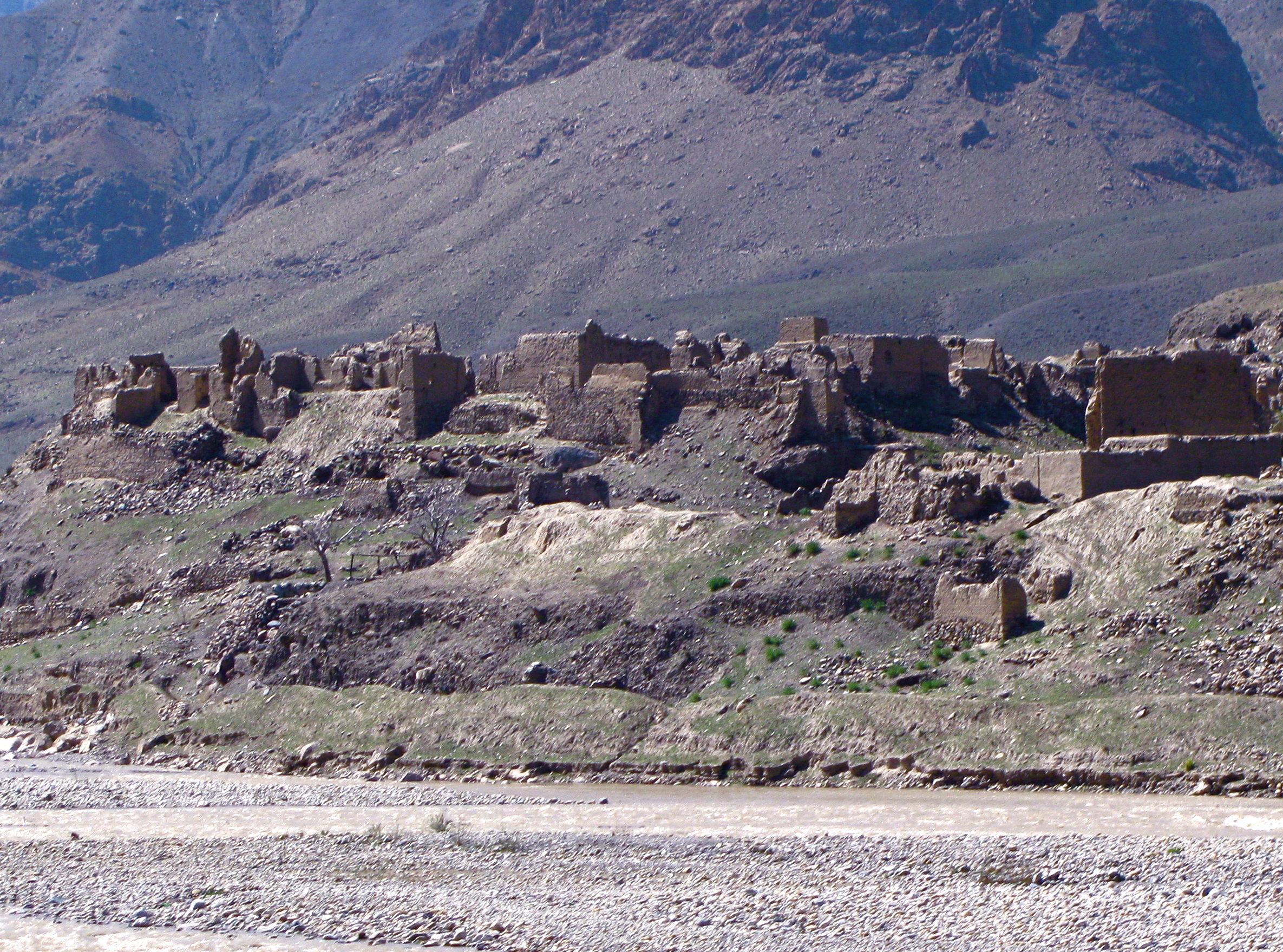
Afghánská vesnice zničená sovětskými vojáky v 80. letech

Jsou zaznamenány četné zprávy o použití chemických zbraní během sovětské války v Afghánistánu, často proti civilistům.

### Napětí v Ázerbájdžánu (1988–1991)
Černý leden, také známý jako černá sobotu nebo lednový masakr, bylo násilný zásah v Baku 19. až 20. ledna 1990 za výjimečného stavu během doby rozpadu Sovětského svazu a po pogromech a násilí proti Arménům ze strany Ázerbájdžánců v Baku.
V usnesení Nejvyššího sovětu Ázerbájdžánské SSR ze dne 22. ledna 1990 se prohlašuje, že vyhláška prezidia Nejvyššího sovětu SSSR z 19. ledna slouží k vyhlášení výjimečného stavu v Baku a vojenské nasazení představovalo akt agrese. Černý leden je spojován se znovuzrozením Ázerbájdžánské republiky. Byla to jedna z událostí během éry glasnosti a perestrojky v níž SSSR proti demonstrantům využil sílu.